# Midnight Movies: From the Margin to the Mainstream
Midnight Movies: From the Margin to the Mainstream é um documentário canado-estadunidense de 2005 dirigido e escrito por Stuart Samuels, baseado em seu livro homônimo que fala sobre filmes da meia-noite. O filme lista seis filmes que se popularizaram sendo apresentados à meia-noite: El Topo, Night of the Living Dead, The Rocky Horror Picture Show, Pink Flamingos, The Harder They Come e Eraserhead.
O filme foi apresentado no Festival de Cannes 2005.